# Drežnik Grad
Drežnik Grad – wieś w Chorwacji, w żupanii karlowackiej, w gminie Rakovica. W 2011 roku liczyła 354 mieszkańców.